# Elmoto
Das Elmoto ist ein elektrisch angetriebenes Kleinkraftrad.

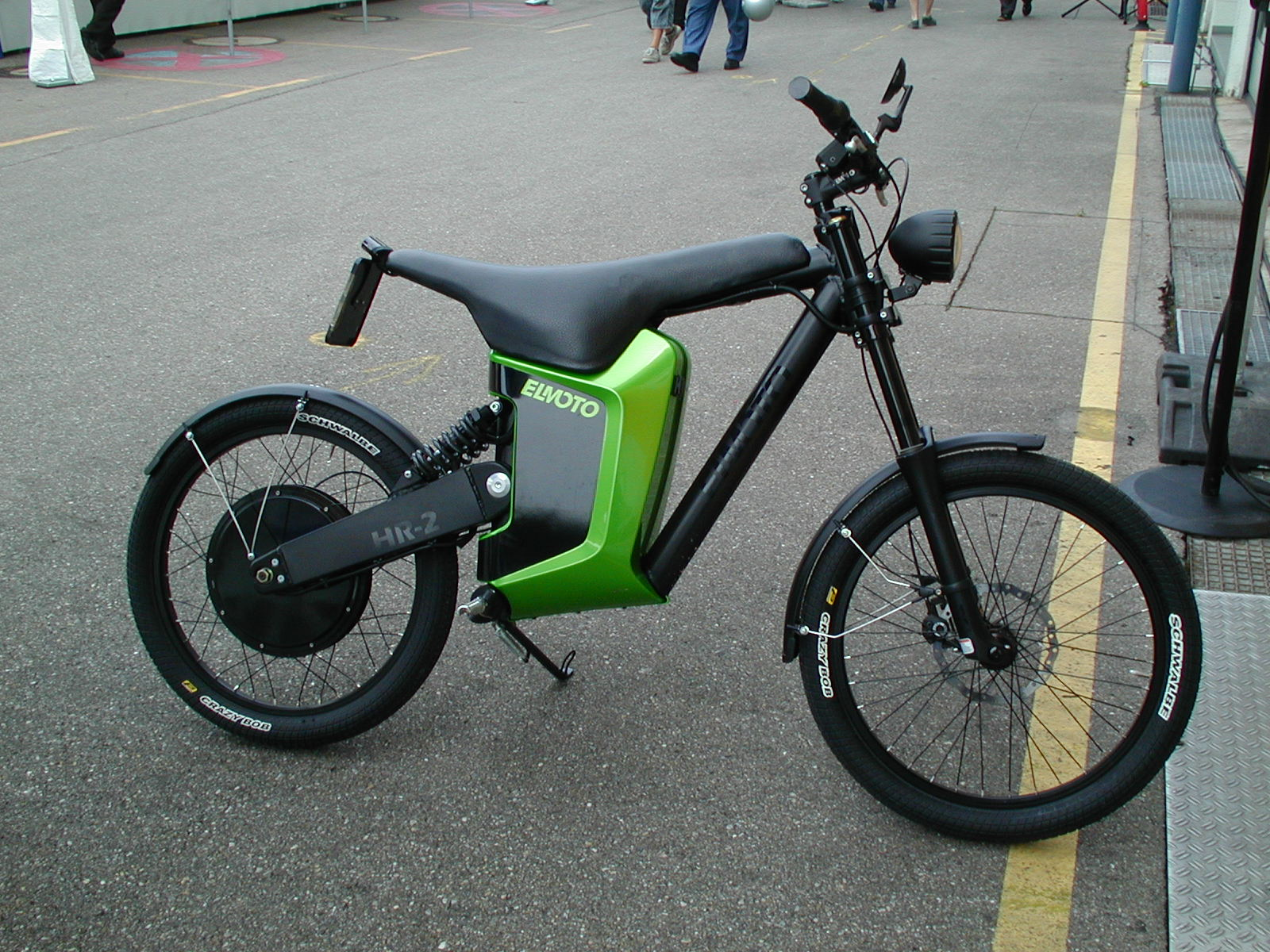
Elmoto in den Originalfarben

## Technische Daten
HR-2
- Version 1.0: Protype mit zwei 500-W-Motoren, jeweils einer vorn und hinten sowie einer ersten Version des Cockpits.
- Version 1.1: Vorserienversion, weitestgehend schon in Konfiguration V 1.2 jedoch noch mit 2-kW-Motor in anderem Design.
- Version 1.2: Der Nabenmotor (bürstenlos, 3-phasig DC) des Elmoto leistet 1,7 kW (Spitzenleistung 2 kW) bei einem Drehmoment von 50 Nm. Der :Lithium-Ionen-Akku mit 48 V Spannung und 24 Ah Kapazität reicht für 65 km. Der Elmoto wiegt 45 kg. Das Aufladen dauert 4 Stunden bis zu 80 % und 6 Stunden bis zu 100 % der Kapazität (alles Herstellerangaben).
- Version 1.3 (ab Juli 2010): Großes Update im Bereich des Motorcontrollers und des Akkus. Daraus resultieren ein besserer Anzug und ein nahezu geräuschloser Motorlauf. Lithium-Ionen-Akku mit 48 V Spannung und 31 Ah Kapazität aus deutscher Herstellung. Als Bremsscheiben kommen nun schwimmend gelagerte Ventidiscs zum Einsatz. Des Weiteren wurde die Sitzbank überarbeitet. Sie ist nun straffer und robuster.

TE-2
- Version 1.0: Erster Prototyp, technisch auf Stand des HR-2 Version 1.2
- Version 1.1: Zweite Prototypengeneration, technisch auf Stand des HR-2 Version 1.3, gegenüber TE-2 V 1.0 geänderte Rahmengeometrie
- Version 1.2: Vorserienmodell wie es auch im Modellprojekt im Einsatz ist, gegenüber V 1.1 nochmals geänderte Rahmengeometrie

## Hersteller
Der Hersteller war die ID-Bike GmbH in Stuttgart. Design und die Entwicklung stammen vom Stuttgarter Designbüro IPDD. Heute UP-Designstudio. Bis zum Beginn des Feldversuchs wurden ca. 350 Elmotos verkauft. Bis Juli 2011 wurden ca. 3000 Elmotos hergestellt. Die ID-Bike verkaufte die Rechte an der Marke Elmoto und die Fahrzeug- sowie Antriebsstrangentwicklung an Govecs. Ein kleines Entwicklerteam wechselte ebenfalls zu Govecs und brachte mit dem Elmoto Loop das erste vollständig entwickelte Fahrzeug der Govecs auf den Markt.

## Feldexperiment

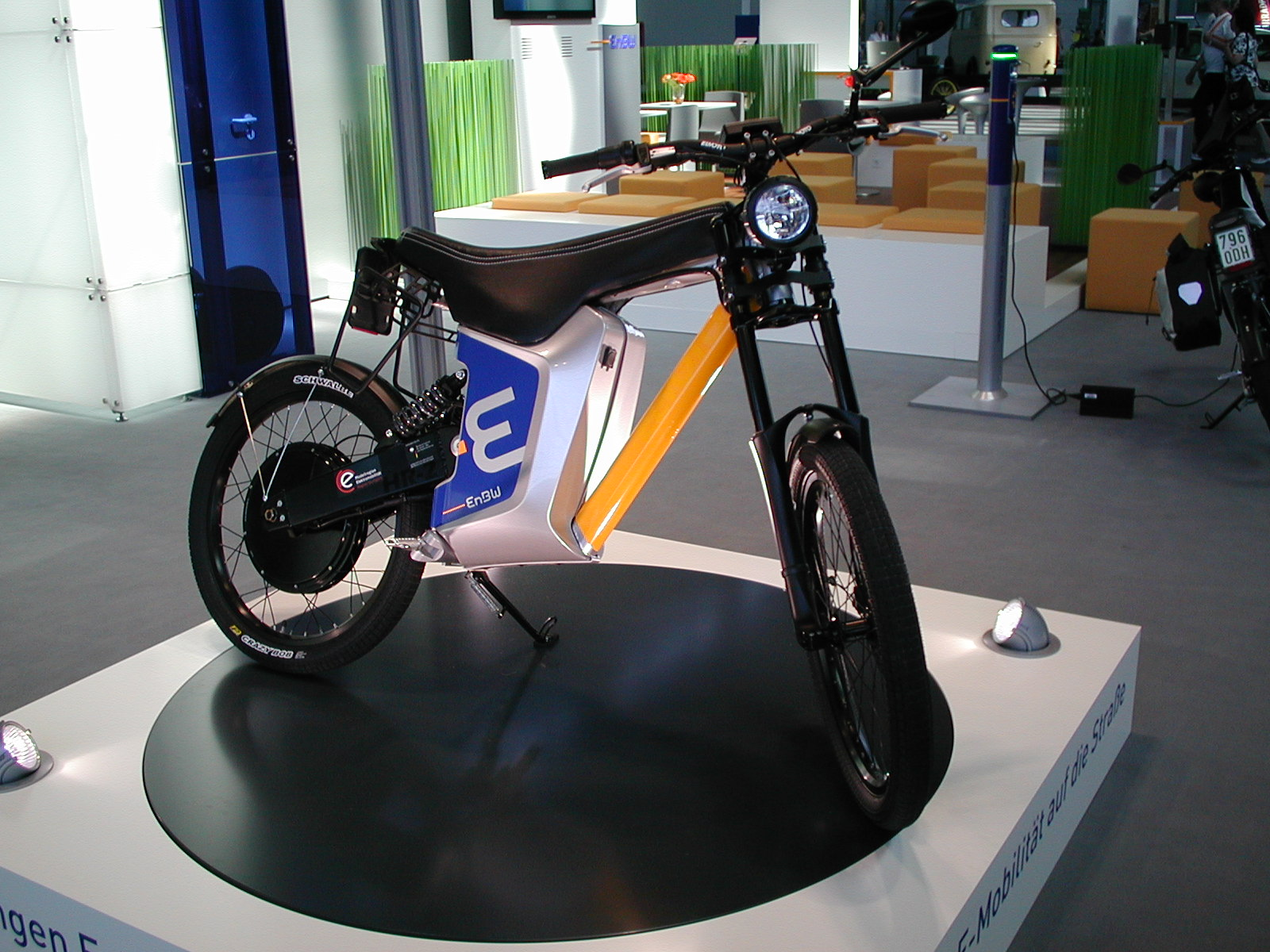
Feldversuchs-Elmoto auf einem Messestand der EnBW

Die EnBW führte von Juli 2010 bis Ende August 2011 ein Feldexperiment mit 486 Teilnehmern durch, die alle für die Dauer des Versuchs ein ELMOTO zur Verfügung gestellt bekamen. Am 4. Juli gab es als Start des Feldversuchs einen Konvoi mit den ersten 330 Elmotos zum Stuttgarter Schloßplatz.
Außer dem normalen Elmoto (HR-2) gab es im Feldversuch auch Exemplare des Vorserienmodells des Tiefeinsteigers (TE-2), das sich wie folgt unterschied:
- Fahrradsattel statt Sitzbank
- Durchstieg vor dem Sattel
- Gepäckträger
- komfortablere Fahrwerksauslegung
- Anderer Lenkkopfwinkel

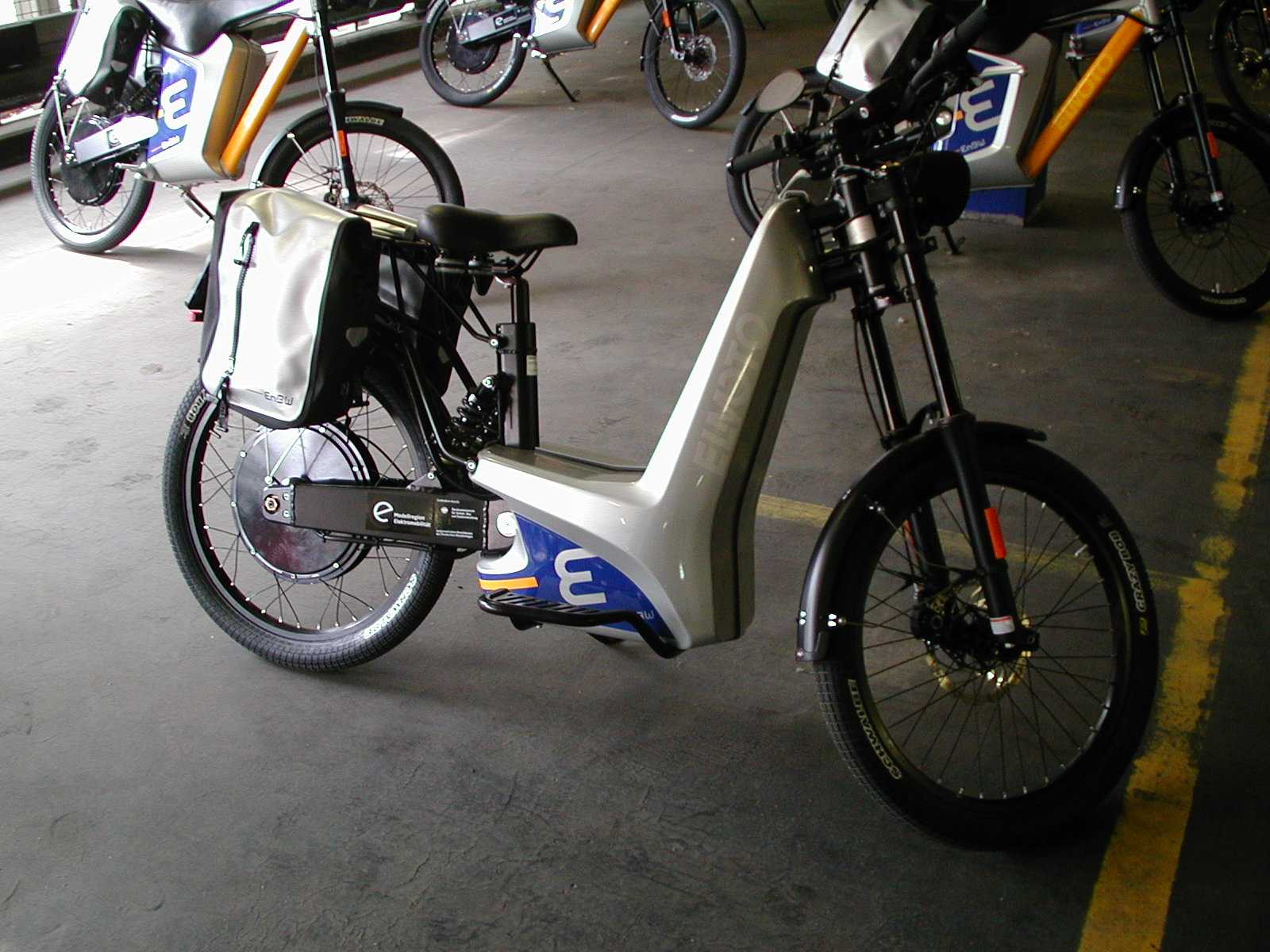
Zweites Feldversuchs-Elmoto

Dieses Modell wurde bevorzugt an Frauen und kleinere Fahrer ausgegeben. Kurz vor Ende des Feldversuchs wurden aufgrund eines Rahmenbruchs an einem Exemplar alle Tiefeinsteiger eingesammelt und einige Zeit später mit einem geänderten Rahmen wieder verteilt.
Am Ende des Feldversuchs übernahmen ca. 40 % der Teilnehmer ihre Fahrzeuge.